# 北區立中央圖書館
北區立中央圖書館（日语：／ Kita kuritsu Chūō toshokan */?）是位於日本東京都北區的公共圖書館，位於十條台中央公園內，於2008年開館。北區立中央圖書館是由1919年興建的磚造建築增建而成，原為東京炮工廠銃包製作所的建築，戰後曾作為美軍與自衛隊的倉庫使用；因此中央圖書館又被稱為「紅磚圖書館」。

## 開放時間
- 平日、星期六 - 9:00 - 20:00
- 星期日、國定假日 - 9:00 - 17:00

## 外部連結
- 北区立中央図書館